# Calendari femení de l'UCI 2021
El calendari femení de la UCI 2021 reuneix les competicions femenines de ciclisme de carretera organitzades sota el reglament de la Unió Ciclista Internacional durant la temporada 2021.
Aquesta temporada encara va estar marcada per l'anul·lació de proves degut a la COVID-19.
La UCI World Tour femenina 2021 es presenta per separat. Els critèriums no puntuen.

## Calendari de les proves
| 23 de gen                     | Gravel and Tar La Femme                  | 1.2   | Olivia Ray (Rally Cycling)                               |
| 5 – 8 de febrer               | Tour Femení de Dubai                     | 2.2   | suspesa                                                  |
| 20 de feb                     | Grand Prix Manavgat Side                 | 1.2   | Tatsiana Xaràkova (Minsk Cycling Club)                   |
| 21 de feb                     | Gran Premi Velo Alanya                   | 1.2   | Alena Ivanchenko                                         |
| 27 de feb                     | Omloop Het Nieuwsblad femení             | 1.Pro | Anna van der Breggen (SD Worx)                           |
| 2 de març                     | Le Samyn des Dames                       | 1.1   | Lotte Kopecky (Liv Racing)                               |
| 6 de març                     | Gran Premi Mediterrani                   | 1.2   | Hanna Tserakh (Minsk Cycling Club)                       |
| 7 de març                     | Gran Premi Gündgmus                      | 1.2   | Alena Ivanchenko                                         |
| 10 – 12 de març               | Healthy Ageing Tour                      | 2.1   | Ellen van Dijk (Trek-Segafredo)                          |
| 14 de març                    | Gran Premi Oetingen                      | 1.2   | Elisa Balsamo (Valcar-Travel & Service)                  |
| 17 de març                    | Nokere Koerse femenina                   | 1.Pro | Amy Pieters (SD Worx)                                    |
| 21 de març                    | Circuit de Westhoek                      | 1.1   | Christine Majerus (SD Worx)                              |
| 31 de març                    | A través de Flandes femení               | 1.1   | Annemiek van Vleuten (Movistar Team)                     |
| 5 de abr                      | Volta a Mouscron                         | 1.1   | Chiara Consonni (Valcar-Travel & Service)                |
| 7 de abr                      | Scheldeprijs femenina                    | 1.1   | Lorena Wiebes (Team DSM)                                 |
| 14 de abr                     | Fletxa Brabançona femenina               | 1.1   | Ruth Winder (Trek-Segafredo)                             |
| 18 de abr                     | Gran Premi de Chambéry                   | 1.2   | Gladys Verhulst (França)                                 |
| 18 de abr                     | Volta a la Comunitat Valenciana Fèmines  | 1.1   | Chiara Consonni (Valcar-Travel & Service)                |
| 24 de abr                     | Omloop van Borsele                       | 1.1   | suspesa                                                  |
| 29 de abril – 2 de maig       | Gracia Orlová                            | 2.2   | suspesa                                                  |
| 30 de abril – 2 de maig       | Gran Premi Elsy Jacobs                   | 2.Pro | Emma Norsgaard (Movistar Team)                           |
| 6 – 9 de maig                 | Setmana Ciclista Valenciana              | 2.1   | Annemiek van Vleuten (Movistar Team)                     |
| 8 de maig                     | Gran Premi Eco-Struct                    | 1.2   | Lorena Wiebes (Team DSM)                                 |
| 9 de maig                     | Trofeu Maarten Wynants                   | 1.1   | suspesa                                                  |
| 11 – 13 de maig               | Tour de Zhoushan Island II               | 2.2   | suspesa                                                  |
| 13 de maig                    | Emakumeen Nafarroako Klasikoa            | 1.1   | Annemiek van Vleuten (Movistar Team)                     |
| 14 de maig                    | Clàssica Fèmines de Navarra              | 1.1   | Arlenis Sierra Cañadilla (A.R. Monex Women's)            |
| 16 de maig                    | Flanders Ladies Classic-Sofie De Vuyst   | 1.2   | suspesa                                                  |
| 16 de maig                    | Gran Premi Ciutat d'Eibar                | 1.1   | Anna van der Breggen (SD Worx)                           |
| 16 de maig                    | Tour de Wenzhou femení                   | 1.2   | suspesa                                                  |
| 18 de maig                    | Emakumeen Saria                          | 1.1   | Anna van der Breggen (SD Worx)                           |
| 19 – 23 de maig               | Tour de Bretanya femení                  | 2.1   | suspesa                                                  |
| 21 de maig                    | Veenendaal Veenendaal Classic femenina   | 1.1   | suspesa                                                  |
| 25 – 30 de maig               | Volta a Turíngia femenina                | 2.Pro | Lucinda Brand (Trek-Segafredo)                           |
| 29 de maig – 6 de juny        | Tour de Taiyuan femení                   | 1.2   | suspesa                                                  |
| 3 de juny                     | Chrono Gatineau                          | 1.1   | suspesa                                                  |
| 4 de juny                     | Gran Premi de Gatineau                   | 1.1   | suspesa                                                  |
| 5 – 6 de juny                 | Volta a Suïssa femenina                  | 2.1   | Lizzie Deignan (Trek-Segafredo)                          |
| 5 de juny                     | Omloop van de IJsseldelta                | 1.2   | suspesa                                                  |
| 5 de juny                     | Dwars door het Hageland femenina         | 1.2   | Chantal van den Broek-Blaak (SD Worx)                    |
| 6 de juny                     | Dwars door de Westhoek                   | 1.1   | Lorena Wiebes (Team DSM)                                 |
| 9 – 13 de juny                | Volta Femenina a Guatemala               | 2.2   | Lorena Colmenares (Colombia Tierra de Atletas)           |
| 13 de juny                    | Diamond Tour                             | 1.1   | Lorena Wiebes (Team DSM)                                 |
| 22 – 25 de juny               | Volta a Bèlgica femenina                 | 2.1   | Lotte Kopecky (Liv Racing)                               |
| 2 – 11 de juliol              | Giro d'Itàlia femení                     | 2.Pro | Anna van der Breggen (SD Worx)                           |
| 3 de jul                      | Gran Premi Germenica                     | 1.2   | Olga Zabelínskaia (Cogeas-Mettler-Look Pro Cycling Team) |
| 4 de jul                      | Argenta Classic-2 Districtenpijl         | 1.2   | suspesa                                                  |
| 4 de jul                      | Gran Premi Kahramanmaraş                 | 1.2   | Anastasia Chursina (Alé BTC Ljubljana)                   |
| 8 – 11 de juliol              | Baloise Ladies Tour                      | 2.1   | Lisa Klein (Canyon-SRAM Racing)                          |
| 8 – 11 de juliol              | Tour de Feminin-O cenu Českého Švýcarska | 2.2   | Joscelin Lowden (Drops-Le Col)                           |
| 9 de jul                      | Chrono Kristin Armstrong femenina        | 1.2   | suspesa                                                  |
| 10 de jul                     | Grand Prix Erciyes                       | 1.2   | Tamara Balabolina (Cogeas-Mettler-Look Pro Cycling Team) |
| 11 de jul                     | Grand Prix Kayseri WE                    | 1.2   | Olga Zabelínskaia (Cogeas-Mettler-Look Pro Cycling Team) |
| 11 de jul                     | Tour de Delta femení                     | 1.2   | suspesa                                                  |
| 17 de jul                     | Gran Premi Velo Erciyes femenina         | 1.2   | Olga Shekel (A.R. Monex Women's)                         |
| 18 de jul                     | Gran Premi Develi femení                 | 1.2   | Tatiana Antóixina (A.R. Monex Women's)                   |
| 29 – 30 de juliol             | Kreiz Breizh Elites femenina             | 2.2   | Anna Henderson (Jumbo-Visma Women Team)                  |
| 1 – 3 de agost                | Tour d'Uppsala                           | 2.2   | suspesa                                                  |
| 3 – 8 de agost                | Tour d'Occitània                         | 2.2   | suspesa                                                  |
| 14 de ago                     | La Périgord Ladies                       | 1.2   | Marta Bastianelli (Alé BTC Ljubljana)                    |
| 15 de ago                     | La Picto-Charentaise                     | 1.2   | Marta Lach (Ceratizit-WNT Pro Cycling)                   |
| 22 de ago                     | MerXem Classic                           | 1.1   | suspesa                                                  |
| 26 – 29 de agost              | Joe Martin Stage Race Women              | 2.2   | Skylar Schneider (L39ION of Los Angeles)                 |
| 26 – 29 de agost              | Colorado Classic Women                   | 2.1   | suspesa                                                  |
| 27 – 29 de agost              | Giro de Toscana-Memorial Michela Fanini  | 2.2   | Arlenis Sierra Cañadilla (A.R. Monex Women's)            |
| 3 – 5 de setembre             | Watersley Womens Challenge               | 2.2   | Marit Raaijmakers (Parkhotel Valkenburg)                 |
| 7 – 12 de setembre            | Tour de Malàisia femení                  | 2.2   | suspesa                                                  |
| 8 – 14 de setembre            | Tour de l'Ardecha                        | 2.1   | Leah Thomas (Movistar Team)                              |
| 12 de set                     | Gran Premi de Fourmies femení            | 1.2   | Pfeiffer Georgi (Team DSM)                               |
| 17 – 18 de setembre           | Trophée des Grimpeuses                   | 2.2   | Floortje Mackaij (Team DSM)                              |
| 19 de set                     | Gran Premi d'Isbergues femení            | 1.2   | Charlotte Kool (NXTG Racing)                             |
| 29 de setembre – 3 de octubre | Tour de Gila femení                      | 2.2   | suspesa                                                  |
| 3 de oct                      | Gran Premio Bruno Beghelli femení        | 1.Pro | suspesa                                                  |
| 3 de oct                      | Gran Premi Beerens                       | 1.2   | Thalita de Jong (Bingoal-Chevalmeire)                    |
| 5 de oct                      | Binche-Chimay-Binche femení              | 1.2   | Sara Van de Vel (Rupelcleaning-Champion lubricants)      |
| 5 de oct                      | Tre Valli Varesine femenina              | 1.2   | Arlenis Sierra Cañadilla (A.R. Monex Women's)            |
| 15 de oct                     | La Classique Morbihan                    | 1.1   | Sofia Bertizzolo (Liv Racing)                            |
| 16 de oct                     | Gran Premi de Plumelec-Morbihan femení   | 1.1   | Chiara Consonni (Valcar-Travel & Service)                |
| 17 de oct                     | Chrono des Nations femenina              | 1.1   | Marlen Reusser (Alé BTC Ljubljana)                       |
| 22 de oct                     | Drentse Acht van Westerveld              | 1.2   | Chantal van den Broek-Blaak (SD Worx)                    |
| 10 – 12 de desembre           | Tour de Tailàndia femení                 | 2.1   | Chaniporn Batriya (Thailand Women's cycling team)        |

### Classificació individual
| Classificació per punts | Classificació per punts | Classificació per punts            | Classificació per punts | Classificació per punts |
| Ciclista                | Ciclista                | Equip                              | Punts                   |                         |
| ----------------------- | ----------------------- | ---------------------------------- | ----------------------- | ----------------------- |
| 1r                      | Annemiek van Vleuten    | Movistar Team                      | 5053 pts                |                         |
| 2n                      | Elisa Longo Borghini    | Trek-Segafredo                     | 3485 pts                |                         |
| 3r                      | Marianne Vos            | Jumbo-Visma Women Team             | 3378 pts                |                         |
| 4t                      | Demi Vollering          | SD Worx                            | 3343 pts                |                         |
| 5è                      | Anna van der Breggen    | SD Worx                            | 2732 pts                |                         |
| 6è                      | Marlen Reusser          | Alé BTC Ljubljana                  | 2364 pts                |                         |
| 7è                      | Katarzyna Niewiadoma    | Canyon-SRAM Racing                 | 2223 pts                |                         |
| 8è                      | Lotte Kopecky           | Liv Racing                         | 2152 pts                |                         |
| 9è                      | Cecilie Uttrup Ludwig   | FDJ-Nouvelle Aquitaine-Futuroscope | 2140 pts                |                         |
| 10è                     | Lisa Brennauer          | Ceratizit-WNT Pro Cycling          | 1969 pts                |                         |

### Classificació per equips
| Classificació per equips | Classificació per equips           | Classificació per equips | Classificació per equips |
| Equip                    | Equip                              | Punts                    |                          |
| ------------------------ | ---------------------------------- | ------------------------ | ------------------------ |
| 1r                       | SD Worx                            | 12389 pts                |                          |
| 2n                       | Trek-Segafredo                     | 9158 pts                 |                          |
| 3r                       | Movistar Team                      | 9067 pts                 |                          |
| 4t                       | Team DSM                           | 6414 pts                 |                          |
| 5è                       | Alé BTC Ljubljana                  | 6396 pts                 |                          |
| 6è                       | Canyon-SRAM Racing                 | 6107 pts                 |                          |
| 7è                       | Liv Racing                         | 5834 pts                 |                          |
| 8è                       | FDJ-Nouvelle Aquitaine-Futuroscope | 5730 pts                 |                          |
| 9è                       | Jumbo-Visma                        | 5413 pts                 |                          |
| 10è                      | Team BikeExchange                  | 3695 pts                 |                          |